# Savva Novikov
Savva Novikov (Russisch: Савва Новиковы) (Toela, 27 juli 1999) is een Russisch wielrenner die enkele jaren voor Equipo Kern Pharma reed en sinds 2023 voor amateurploegen rijdt.

## Overwinningen
2019
4e etappe Ronde van Roemenië
2e etappe Ronde van Iran
Eind- en jongerenklassement Ronde van Iran

## Resultaten in voornaamste wedstrijden
|      | \| Jaar \| Clásica San Sebastián \| \| ---- \| --------------------- \| \| 2021 \| opgave \| |
| Jaar | Clásica San Sebastián                                                                        |
| 2021 | opgave                                                                                       |

## Ploegen
- 2018 –  Lokosphinx (vanaf 3 september)
- 2019 –  Lokosphinx
- 2020 –  CCC Development Team (vanaf 21 februari)
- 2021 –  Equipo Kern Pharma
- 2022 –  Equipo Kern Pharma

Adrià · Agirre · Araiz · Arrieta · Berrade · Carboni (vanaf 9/9) · Carretero · J. Castrillo · Cobo · Galván · C. García Pierna · R. García Pierna · Jaime · D. Lopez · J. López · Marquez · Mendez · Miquel · Moreno · Novikov · Parra · Řepa · Ruiz · Sánchez · van der Tuuk · P. Castrillo (stagiair) · Fernandez (stagiair) · Retegi (stagiair)